# Пшиборув (Радомщанський повіт)
Пшиборув (пол. Przyborów) — село в Польщі, у гміні Кобелі-Великі Радомщанського повіту Лодзинського воєводства.
Населення — 169 осіб (2011).
У 1975-1998 роках село належало до Пйотрковського воєводства.

## Демографія
Демографічна структура станом на 31 березня 2011 року:
|          | Загалом | Допрацездатний вік | Працездатний вік | Постпрацездатний вік |
| -------- | ------- | ------------------ | ---------------- | -------------------- |
| Чоловіки | 85      | 22                 | 53               | 10                   |
| Жінки    | 84      | 15                 | 46               | 23                   |
| Разом    | 169     | 37                 | 99               | 33                   |